# Поперечний синус
Поперечні синуси, поперечні пазухи (лат. sinus transversi durae matris) — два венозних утворення мозку в порожнині черепа людини, які відводять венозну кров від задніх відділів голови. Розрізняють правий (sinus transversus dexter) і лівий (sinus transversus sinister) поперечні синуси. Вони проходять бічно в борозенці вздовж внутрішньої поверхні потиличної кістки, беручи початок від синусного стоку (злиття пазух), до сигмоподібних пазух, які врешті решт впадають до внутрішньої яремної вени. Див. Схему (праворуч) : вони позначена як «sin.trans»(лат. sinus transversus).
Поперечні синуси мають відносно великі розміри й починають свій хід від внутрішнього потиличного виступу; один, як правило, правий, є прямим продовженням верхнього сагітального синуса, інший — прямого синуса.
Кожен поперечний синус проходить латерально (вбік) і вентрально (вперед), вигинаючись догори, в напрямку до основи кам'янистої частини скроневої кістки, лежачи в цій частині свого ходу в прикріпленому краю намету мозочка. Далі він залишає намет мозочка й вигинається вниз медіальніше (ділянка, яку іноді називають сигмоподібним синусом), досягаючи яремного отвору, де закінчується у внутрішній яремній вені.
Уздовж свого ходу він пролягає лускою потиличної кістки, опирається на соскоподібний кут у тім'яній кістці, соскоподібну частину в скроневій кістці, і, в кінці ходу, на яремний відросток потиличної кістки. Частину поперечного синуса, яка займає борозенку на соскоподібній частині скроневої кістки, іноді називають сигмоподібним синусом.
Поперечні синуси часто мають неоднаковий розмір, причому один, утворений верхнім сагітальним синусом, більший. До того ж поперечні синуси збільшуються в розмірі, рухаючись ззаду до центру.
На поперечному розрізі горизонтальна частина поперечного синусу має призматичну форму, дугоподібна частина — напівциліндричну.
Поперечні пазухи отримують кров з верхніх кам'янистих пазух біля основи кам'янистої частини скроневої кістки, з'єднуються з венами окістя за допомогою соскоподібних і кондилоїдних емісарних вен і отримують частину крові нижньої мозкової та нижньої мозочкових і деяких діплоїтичних вен.
Петросквамозний синус (sinus petrosquamosus) у нормі існує лише у плода, але коли він є у дорослої людини, проходить назад уздовж місця з'єднання луски й кам'янистої частини скроневої кістки й впадає в поперечний синус.

## Додаткові зображення

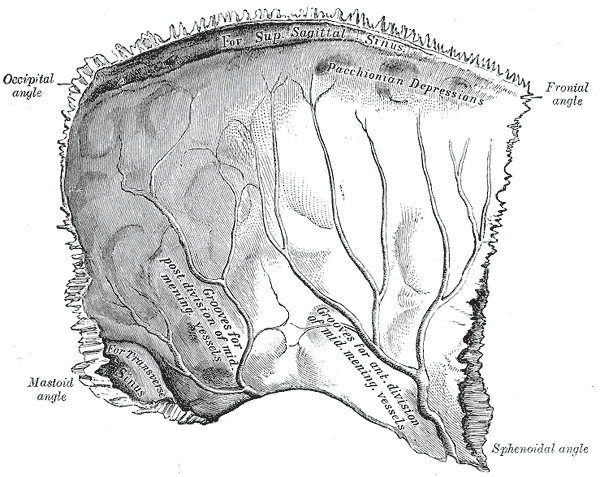
Внутрішня поверхня лівої тім’яної кістки
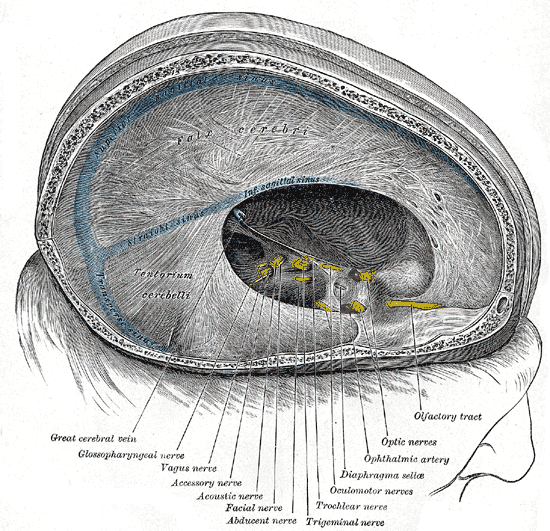
Тверда мозкова оболона та її відростки. Частково видалено праву половину черепа та мозку.
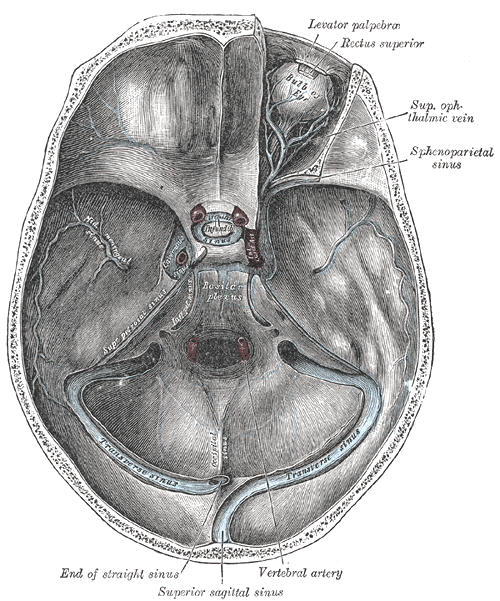
Мозкові синуси основи черепа
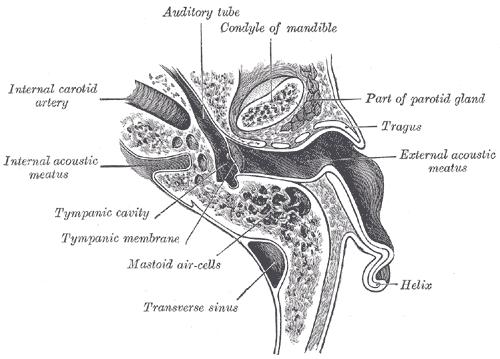
Горизонтальний розріз через ліве вухо; верхня половина секції.
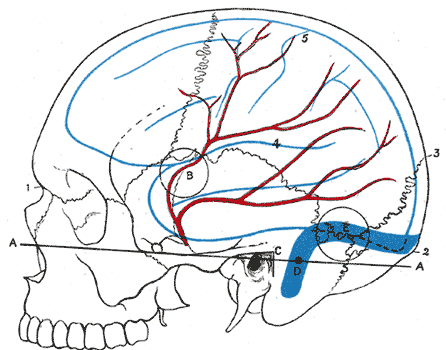
Відносне розташування мозку та середньої мозкової артерії щодо поверхні черепа.
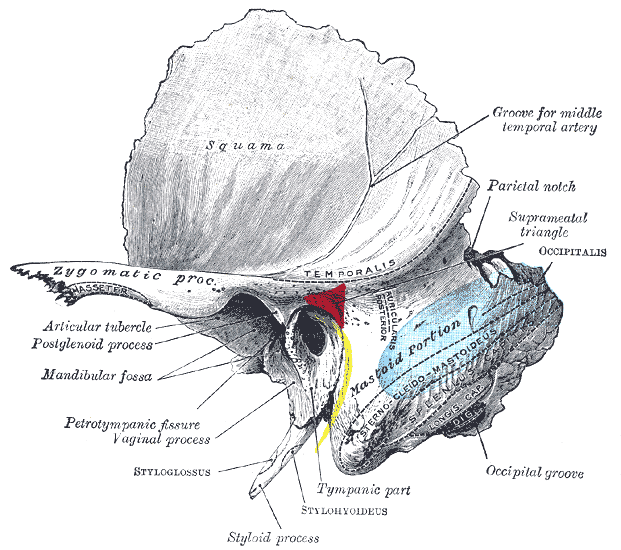
Ліва скронева кістка відображає соскоподібну ямку (червоний), поперечний синус (синій) та лицьовий нерв (жовтий).
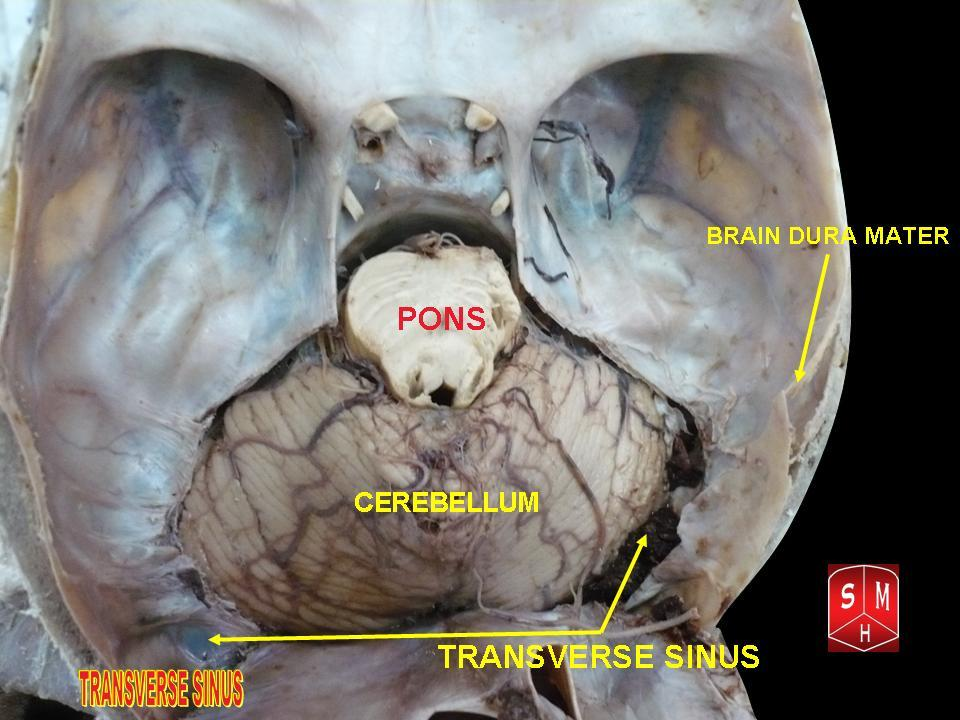
Поперечний синус
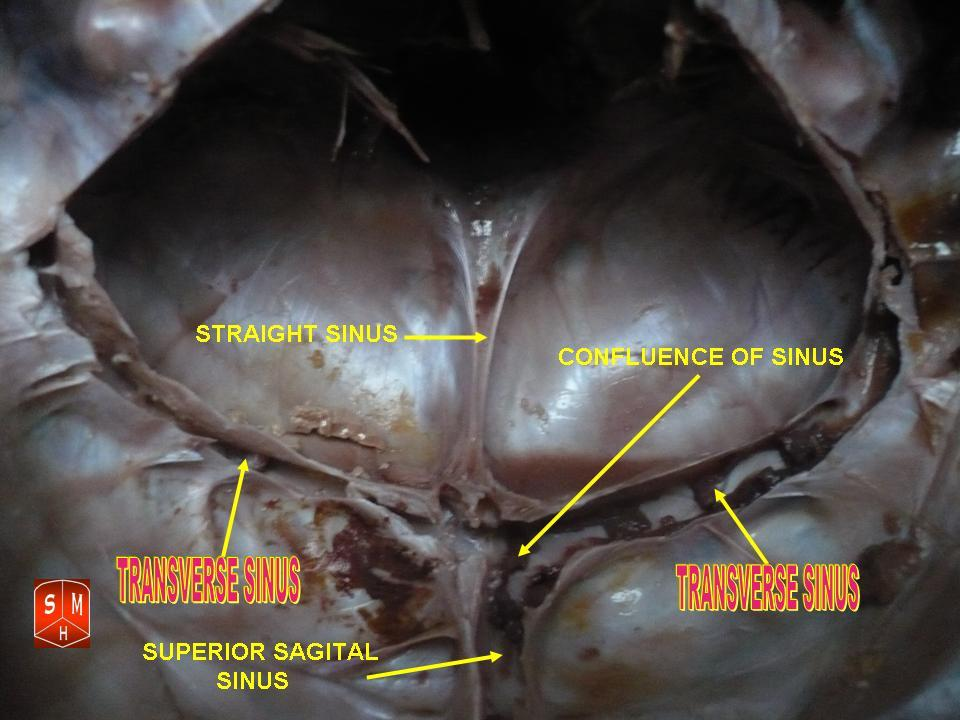
Поперечний синус

- Синуси твердої мозкової оболони